# Trachyjulus costatus
Trachyjulus costatus är en mångfotingart som först beskrevs av Karl Wilhelm Verhoeff 1936.  Trachyjulus costatus ingår i släktet Trachyjulus och familjen Cambalopsidae. Inga underarter finns listade i Catalogue of Life.